# Metilene-acido grasso-fosfolipide sintasi
La metilene-fatti-acil-fosfolipide sintasi è un enzima appartenente alla classe delle transferasi, che catalizza la seguente reazione:
S-adenosil-L-metionina + fosfolipide contenente acido grasso olefinico ⇄ S-adenosil-L-omocisteina + fosfolipide contenente acido grasso metilenico.
L'enzima trasferisce un gruppo metilico alla posizione 10 della catena di un acile Δ-olefinico contenuto in un fosfatidilglicerolo, un fosfatidilinositolo o, più lentamente, nella fosfatidiletanolammina. Il conseguente trasferimento di un protone genera un gruppo 10-metilene.